# Telefones de Lisboa e Porto
Telefones de Lisboa e Porto (TLP), foi uma antiga empresa portuguesa de telecomunicações, pertencente ao Estado.

## História
Em 1968, depois de acabar a concessão da Anglo-Portuguese Telephone Company, é criada a empresa pública Telefones de Lisboa e Porto, responsável pela prestação de serviços de telecomunicações nas áreas metropolitanas de Lisboa e Porto, no resto do território nacional mantém-se a empresa pública CTT, encarregues da prestação de serviços de telecomunicações e de correios.
Em 1988, a empresa, em conjunto com os CTT, lança o serviço Telepac, na altura, serviço de transmissão de dados por pacote (X.25). No ano seguinte, a TLP assumiu o estatuto de Sociedade Anónima com capitais exclusivamente públicos, fazendo uma revolução empresarial no sector das telecomunicações em Portugal.
Em 1994, a Telefones de Lisboa e Porto, a Telecom Portugal (cisão dos CTT, criada em 1992), a CPRM e a Teledifusão de Portugal (TDP) fundem-se, dando origem à Portugal Telecom S.A., em 2000 foi renomeada PT Comunicações até o último em 2014 quando foi fundida pela MEO.